# دراگونوف

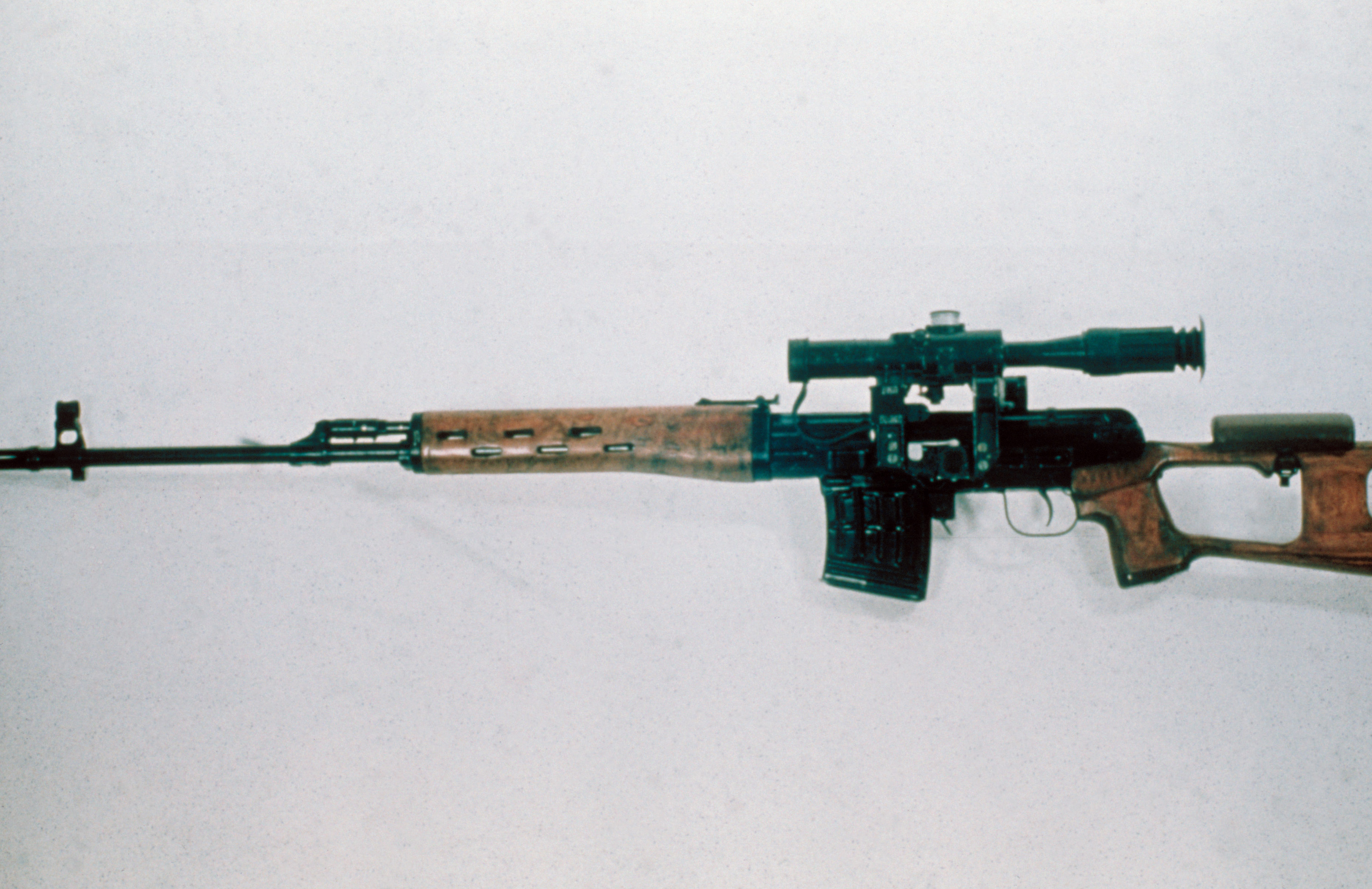
دراگونف اس وی دی

دراگونوف یا اس‌وی‌دی (به روسی: Снайперская винтовка Драгунова)، یک تفنگ تک‌تیرانداز نیمه‌خودکار و دوربین‌دار ساخت اتحاد جماهیر شوروی با عملکرد تا اندازه‌ای شبیه به کلاشنیکف است که با فشار غیرمستقیم گاز باروت مسلح می‌شود و از فشنگ‌های ۵۴×۷٫۶۲ استفاده می‌کند. این سلاح گاهی سیمونوف هم نامیده می‌شود در حالی که سیمونوف یک سلاح قدیمی‌تر است که از فشنگ ۳۹×۷٫۶۲ استفاده می‌کند. خشاب دراگونوف، ۱۰ فشنگ در خود جای می‌دهد. نام درست این جنگ‌افزار روسی، دِراگانوف می‌باشد و در ایران با نام نَخجیر ساخته و شناخته می‌شود. دوربینش pso1 با زوم ۴ و زاویه دید ۶ درجه با برد ۱۳۰۰ متر این سلاح با آن‌که بیشتر به سلاح تک‌تیرانداز معروف است، در بین کشورهای عربی و ایران قدیم با نام قنّاصه بر گرفته از کلمه عربی قنّاص به معنی تک تیرانداز شناخته می‌شود ولی در اصل به منظور پشتیبانی سربازان در جبهه ساخته شده است زیرا سلاح کلاشنیکف دقت تیر بعد از ۴۰۰ متر را ندارد و پس از ۹۰۰ متر بی تأثیر است. اما پس از طراحی این سلاح (دراگانوف) و اثبات دقت تیر نسبتاً بالای آن به‌خصوص در بین کشورهای جهان سوم که نه توانایی خرید سلاح‌های تک تیرانداز را داشتند و نه توانایی نگهداری این سلاح‌ها را که محتاج تمیزکاری مداوم بودند، به‌زودی تبدیل به سلاح تک‌تیرانداز مطلق این کشورها شد.
چین، پس از به‌دست آوردن تعدادی از این سلاح در خلال جنگ چین و ویتنام، توانست با مهندسی معکوس، سلاح‌هایی مشابه دراگانوف، موسوم به "مدل ۷۹" و "مدل ۸۵" تولید کند. نسخهٔ ایرانی این سلاح، موسوم به *نخجیر ۳"، نسخه‌ای کپی شده از مدل ۷۹ چینی است.
پیشینهٔ این سلاح در ایران به سال ۱۳۶۵ بازمی‌گردد. در دی ماه سال ۶۵ در عملیاتی در طول جنگ ایران و عراق، تعداد ۶ قبضه از این سلاح به دست نیروهای ایرانی افتاد. بعدها در سال ۱۳۷۲، دولت وقت تولید انبوه این سلاح را به عنوان سلاح متوسط تک‌تیرانداز شروع کرد و در اختیار یگان‌های عملیاتی و امنیتی قرار داد. امروزه ایران خود اقدام به بهینه‌سازی و تولید این سلاح نموده است.

## پیوند به‌بیرون
- SVD، وبگاه IZHMASH (انگلیسی)